# Escut de Guinea Bissau
L'escut de Guinea Bissau, més aviat un emblema que no un escut heràldic, es va adoptar el 1973, poc després que el país s'hagués independitzat de Portugal. La forma actual data del 1994, en què va ser lleugerament modificat (en el color del camper i de la cinta.
Exhibeix els colors panafricans (vermell, groc i verd), els mateixos que els de la bandera del país, i una estrella de sable, l'anomenada «estrella africana». A la part inferior, una petxina de pelegrí d'or de la qual surten dues palmes de sinople. Al damunt, una cinta de gules amb el lema nacional en portuguès: UNIDADE - LUTA - PROGRESSO ('Unitat - Lluita - Progrès').

## Escuts usats anteriorment

Escut durant l'època colonial portuguesa (1935-1951)
Escut durant l'època en què Guinea fou una província portuguesa (1951-1973)
Escut de la República de Guinea Bissau (1973-1994)